# May Carré
María Purificación Carré Sánchez (n. 1922 en La Coruña, Galicia, España- f. Febrero de 1990 en Barcelona, Cataluña, España), fue escritora española de más de 210 novelas rosas firmadas como May Carré entre 1943 y 1980, también utilizó el seudónimo de Peter McCoy. Algunas de sus novelas fueron traducidas al portugués e incluso al italiano. Es la hermana de la también novelista romántica María del Pilar Carré, y nieta de Eugenio Carré Aldao librero y escritor, padre de los escritores Uxío Carré Alvarellos, Leandro Carré Alvarellos y Loís Carré Alvarellos.

## Biografía
María Purificación Carré Sánchez nació en 1922 en La Coruña, Galicia, España. Segunda hija de Gonzalo Carré Alverellos, tenía dos hermanas y un hermano. Fue bautizada en la misma pila que la escritora Emilia Pardo Bazán.
Comenzó a escribir joven, y tras la publicación de su primera novela, continuó estudiando antes de volver a escribir compaginándolo con un trabajo de oficina. Se casó con Manuel Borrás Vallberdú en 1960, y se instalaron en Barcelona y tuvieron dos hijos: Susana y Jordi. Más adelante, además de publicar novelas colaboró con el Consultorio de Elena Francis. Utilizó también el seudónimo de Peter McCoy para publicar el género de aventuras, pero no logró el mismo éxito que con las novelas rosas, género al que regresó.
María Purificación falleció en febrero de 1990 en Barcelona.

### Como May Carré
- Maguita	(1943)
- Orgullo vencido	(1947)
- Xenia	(1947)
- Cuando el Sol vuelve a lucir	(1948)
- El precio de una venganza	(1948)
- Lazos sagrados	(1948)
- Se precisa una esposa	(1948)
- El ogro de Green House	(1949)
- Fierecilla montaraz	(1949)
- Huyendo del amor	(1949)
- Los apuros de un tutor	(1949)
- Mamá para Charlie	(1949)
- Matrimonio improvisado	(1949)
- Pastel de boda	(1949)
- Reconquista	(1949)
- Recuerdo de una noche	(1949)
- Un retrato en el desván	(1949)
- Caminos del destino	(1950)
- Contigo en la selva	(1950)
- De un mismo barro	(1950)
- La chica del faro	(1950)
- Los Hayward	(1950)
- Loto	(1950)
- Segundo plato	(1950)
- Entre tú y yo	(1951)
- Nerón tiene la palabra	(1951)
- Se llamaba Dexie Brau	(1951)
- Campesina	(1952)
- Eran tres para un marido	(1952)
- Feucha	(1953)
- No siempre es amor	(1953)
- Una aventura increíble	(1953)
- Amar es fácil	(1954)
- Barreras de oro	(1954)
- Tú eres mi amor	(1954)
- Tu odio y mi amor	(1954)
- "Una mujer dijo ""no"""	(1954)
- Unas horas contigo	(1954)
- ¡No te metas conmigo!	(1955)
- Aventura	(1955)
- Aventurera	(1955)
- Forja de odios	(1955)
- La chica del parador	(1955)
- La felicidad prohibida	(1955)
- La vida manda	(1955)
- Siempre hay un hombre	(1955)
- Solos en la nieve	(1955)
- Escándalo en el pueblo	(1956)
- Fracasada en amores	(1956)
- Invitación a un soltero	(1956)
- La casa de las muchachas	(1956)
- La mestiza	(1956)
- Tres mujeres	(1956)
- Cayó del cielo	(1957)
- De dos en fila	(1957)
- El alma en un beso	(1957)
- El ogro de Green House	(1957)
- Extraña boda	(1957)
- Me estoy enamorando de ti	(1957)
- El honor de los Zargal	(1958)
- Se busca una heredera	(1958)
- El hombre del clavel rojo	(1959)
- La prisionera de Ayal	(1959)
- Un castillo para ti	(1959)
- Un ramo de violetas	(1959)
- Contigo a medianoche	(1961)
- De buhardilla a buhardilla	(1961)
- Desde niños	(1961)
- El amor se llama Teresa	(1961)
- Escuela de enfermeras	(1961)
- Historia de una boda	(1961)
- Preciosa y embustera	(1961)
- Déjame soñar contigo	(1962)
- Susana y los leones	(1962)
- Todo menos amor	(1962)
- Por culpa de Maribel	(1963)
- La herencia de Milly Brows	(1964)
- Nunca seré tuya	(1964)
- ¡Te haré llorar!	(1965)
- Aquellos besos al anochecer	(1965)
- El rapto de Laila-May	(1965)
- Es preciso olvidar	(1965)
- La montaña del deseo	(1965)
- Natalia, piloto	(1965)
- No esperes mi perdón	(1965)
- Odiosa mentira	(1965)
- Otra vez Maribel	(1965)
- Un collar de perlas	(1965)
- Una chica de suerte	(1965)
- Una muchacha apasionada	(1965)
- ¿Por qué me casé contigo?	(1966)
- Algo le ocurre a Janine	(1966)
- Casada por despecho	(1966)
- Despedida de soltero	(1966)
- Dispuesta a ser feliz	(1966)
- El hermano de mi marido	(1966)
- Has tenido otros amores	(1966)
- La escandalosa Linda Kiss	(1966)
- Mi enfermera favorita	(1966)
- Ocho días para conquistarte	(1966)
- Prometida por un día	(1966)
- Una niña ingenua	(1966)
- Camarera de París	(1967)
- Deseo una esposa	(1967)
- El inconquistable	(1967)
- Entre dos hombres	(1967)
- Eres caprichosa	(1967)
- Esposa anónima	(1967)
- Eva es así	(1967)
- Fuiste bueno conmigo	(1967)
- Hicimos un trato	(1967)
- Jacqueline y el Lord	(1967)
- Llegada del pueblo	(1967)
- Más bien feo	(1967)
- Pasión serena	(1967)
- Robaste mi cariño	(1967)
- Te encontré en la calle	(1967)
- Tu verdad	(1967)
- Un carácter de mujer	(1967)
- Un marido millonario	(1967)
- Una herencia a compartir	(1967)
- Ya me conoces	(1967)
- ¡Cómo te odio!	(1968)
- Escuela para maridos	(1968)
- La causa de tu desprecio	(1968)
- La paciente rebelde	(1968)
- Llamaste a mi puerta	(1968)
- Marión y el bebé	(1968)
- Pequeña y peligrosa	(1968)
- Tengo fe en ti	(1968)
- Tres chicas sin novio	(1968)
- El precio de tu orgullo	(1969)
- Esa tontería llamada amor	(1969)
- La chica no se rinde	(1969)
- La extravagante señorita Parris	(1969)
- La madrina del novio	(1969)
- Médico de guardia	(1969)
- Muñeca azabache	(1969)
- No me digas que no	(1969)
- No soy culpable	(1969)
- Solemne promesa	(1969)
- Su hombre	(1969)
- Tienes que ser tú	(1969)
- Tú soltera y yo soltero	(1969)
- Tus labios mentían	(1969)
- Un lejano recuerdo	(1969)
- Una gran boda	(1969)
- Una mujer como tú	(1969)
- Adorable chiquilla	(1970)
- Dos veces por semana	(1970)
- El matrimonio no es un juego	(1970)
- La hora del corazón	(1970)
- La indómita	(1970)
- Lady Ann	(1970)
- Libre para enamorarse	(1970)
- Mery, Mery	(1970)
- Millonario para dos	(1970)
- Mirna y sus hermanos	(1970)
- Una chica peligrosa	(1970)
- Juego innoble	(1971)
- La cervatilla de Selignac	(1971)
- La hora del amor	(1971)
- Olvida ese pasado	(1971)
- Sola	(1971)
- Sorpresa amorosa (cáncer)	(1971)
- Almas torturadas	(1972)
- La dicha prestada	(1972)
- Madji	(1972)
- No somos extraños	(1972)
- Orgullo de casta	(1972)
- Triángulo de corazones	(1972)
- Amar la vida (escorpión)	(1972)
- Como una ciega obsesión (leo)	(1972)
- Ese camino fácil	(1973)
- Me llamo Marie	(1973)
- No tuviste piedad	(1973)
- Vida rota	(1973)
- El pecado de Julia	(1974)
- Estaba equivocado	(1974)
- Peligrosa experiencia	(1974)
- Una poderosa atracción	(1974)
- Vivir sin amor	(1974)
- Amargo precio	(1975)
- Como la vida me hizo	(1975)
- Cuando vuelvan las golondrinas	(1975)
- La diosa rubia	(1975)
- Marionetas	(1975)
- No puedo olvidar	(1975)
- Piel canela	(1975)
- Verónica tiene un complejo	(1975)
- Así el deseo, así el amor	(1976)
- Con amor o sin amor	(1976)
- Darling, pequeña Darling	(1976)
- El fulgor de la estrellas	(1976)
- El vacío infinito	(1976)
- Fuimos cobardes	(1976)
- Jóvenes apasionados	(1976)
- La primera experiencia	(1976)
- La sombra de Raquel	(1976)
- Llora sobre mi hombro	(1976)
- Me comparon para ti	(1976)
- Una tal Susan	(1976)
- Ahora eres mía	(1977)
- Al borde del abismo	(1977)
- Enseñame el camino	(1977)
- Fuiste el primero	(1977)
- La casa del río	(1977)
- No soy tu juguete	(1977)
- Simplemente una mujer	(1977)
- Tu pequeña historia	(1977)
- Adorable bruto	(1980)
- No eres mi hermana	(1980)
- No soy mejor que tú	(1980)
- Quererte como te quiero	(1980)

### Como Peter McCoy
- Kung fu por una rubia (1977)